# Порт ъф Спейн
Порт ъф Спейн (на английски: Port of Spain, в превод „Пристанище на Испания“) е столицата на карибската държава Тринидад и Тобаго.
Градът е с население от 37 074 жители (2011 г.) и гъстота на населението 2756 души/км².
Градът е дом на най-голямото контейнерно пристанище на острова и е един от няколкото корабни центъра на Карибите, изнасящи както селскостопански продукти, така и промишлени стоки. Бокситът от Гвиана се претоварва чрез съоръжения в Чагуарамас, на около 8 километра (5 мили) западно от града. Предпостният карнавал е основният ежегоден културен фестивал и туристическа атракция в града.
Порт ъф Спейн е дом на най-голямата и най-успешна фондова борса в Карибите, фондовата борса на Тринидад и Тобаго (TTSE). Кулата на Никола, както и други небостъргачи, са добре известни в целия регион. Тези сгради доминират силуета на града. Някои от най-високите небостъргачи в Карибите се намират в Порт ъф Спейн.

## Побратимени градове
- Атланта (Джорджия, САЩ)
- Джорджтаун (Гвиана)
- Лагос (Нигерия)